# Gracilaria
Gracilaria je rod mořských řas, které jsou červeně zbarvené. Jsou okem viditelné, dosahují až několik desítek centimetrů. Vyskytují se v pobřežních oblastech oceánů, konkrétně v tropických až subtropických oblastech, jako je pobřeží Brazílie nebo Asie. Je to hlavní producent agaru.

## Taxonomie
Rod Gracilaria je řazen do domény Eukaryota, kmenu Rhodophyta (červené řasy), třídy Florideophyceae, podtřídy Rhodymeniophycidae. Dále patří do řádu Gracilariales a čeledi Gracilariaceae.

## Charakteristika
Řasy rodu Gracilaria se řadí mezi Rhodophyta – červené řasy. Tento rod zastupuje více než 160 druhů.
Jedná se o makroskopické řasy dosahující délky až několik desítek centimetrů. Rod je velmi diverzifikovaný – řasy mohou být ploché, tlusté kolem 5 cm nebo s tenkými dlouhými stélkami (části organismů jako jsou řasy, které nejsou děleny do listů, větviček ani dalších tkání či orgánů). Nejčastěji jsou zbarveny odstíny červené – od temně rudé po nádech do růžova. Toto zbarvení způsobují karotenoidová barviva, která jsou obsažena ve stélkách ve velké míře. Kromě nich obsahují stélky především doprovodná fotosyntetická barviva, jako je fykocyanin a fykoerythrin.
Tato řasa produkuje bioaktivní sloučeniny, jako je např. agar nebo prostagladiny. Ačkoli agar je látka pro člověka neškodná, dokonce vykazuje antimikrobiální aktivitu, prostagladiny mohou být pro člověka toxické. Mohou způsobovat gastrointestinální poruchy až smrt.

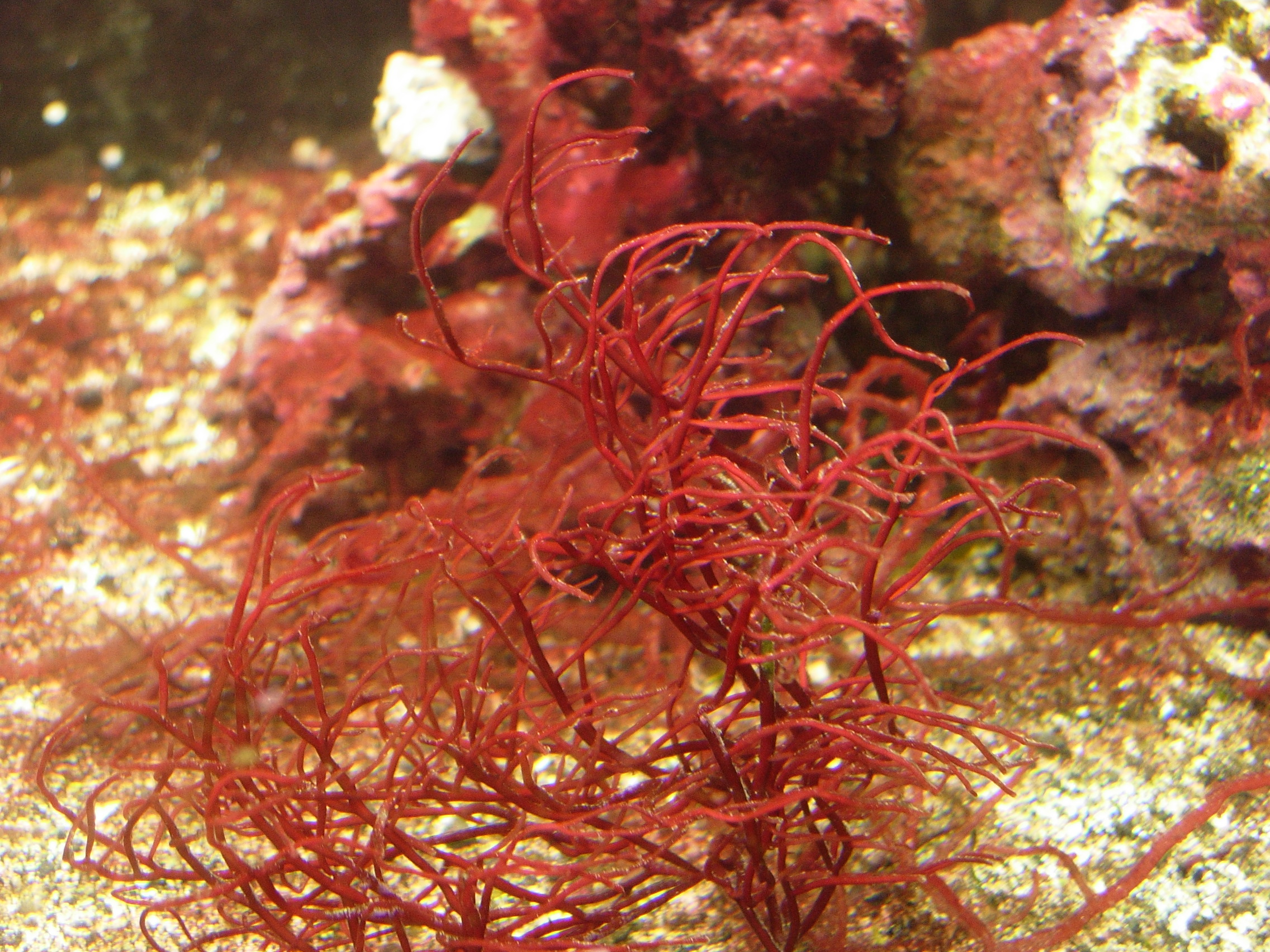
Makroskopická řasa Gracilaria

## Rozmnožování
V přirozených podmínkách je pro rod Gracilaria typická kombinace sexuálního a asexuálního rozmnožování. Buňky mohou existovat v haploidním i diploidním stavu. Obě tyto varianty se skládají z cylindrických a větvených stélek vyrůstajících z části, která je trvale uchycena v substrátu. Haploidní i diploidní formy se mohou vegetativně rozmnožovat fragmentací stélek, které se ale nemohou uchytit jako trvalá část. Mohou se však dále dělit. V sedimentu, ve kterém se mohou uchytit vegetativní stádia, která následně tvoří těžitelná ložiska, je naopak nepravděpodobný výskyt spor.
Sexuální cyklus rozmnožování začíná meiózou diploidů (tetrasporofytů), při kterém vznikají tetraspory (haploidní forma). Po uvolnění jsou spory zachyceny v půdě a poté se z nich vyvine trvalá část řasy, která má haploidní gametofyt – samčí nebo samičí. Samčí gamety jsou následně uvolňovány do vody, zatímco samičí zůstávají přichyceny k trvalé části stélky. K oplození dochází na samičím individuu, kde zygota je třetím stádiem vývoje. Nazývá se cystokarp. Vyrůstá přímo ze samičí stélky a uvolňuje tisíce diploidního spor (carpospor) opakovanou mitózou. Po uvolnění a zachycení v půdě, vyrůstají z carpospor tetrasporofyty a cyklus se opakuje.

## Výskyt
Zástupci rodu Gracilaria se vyskytují po celém světě v tropických až subtropických vodách oceánů. Nejčastěji se jedná o Tichý oceán v oblasti jihovýchodní Asie a západní pobřeží Atlantského oceánu. U jihovýchodní Asie bylo objeveno až 45 druhů. U pobřeží Brazílie tvoří rod Gracilaria nejčastěji zastoupený z celého mořského biomu, co se řas týče.

## Využití
Z důvodu velké rozdílnosti druhů je tento rod velmi významný, především z biotechnologického a ekonomického pohledu.
Jedná se především o schopnost nárůstu ve velkém množství a produkci různých polysacharidů. Mezi ně se řadí především algináty, karagenany a agar. Ty jsou obsaženy především v buněčných stěnách, ale také v intracelulárním prostoru buněk. Nejvýznamnější je produkce agaru, hydrokoloidu používaného jako želírující látka, kterého produkuje až 80 % celosvětového množství. Je to tedy nejvýznamnější producent této látky, která je důležitá především pro potravinářství, kosmetiku a farmacii. Kromě agaru produkuje také nemetylovaný galaktan, který může sloužit jako želírující látka stejně jako agar.
Další potenciální biotechnologický význam této řasy spočívá především v její schopnosti příjmu různých nutrientů, tudíž i potenciálně toxických látek. Mohla by tedy sloužit jako bioremediátor a snižovat riziko eutrofizace v blízkosti pobřeží. Kromě toho přídavek do půdy může působit jako biohnojivo, které podpoří růst nebo výtěžnost rostlin, případně ovlivní složení půdy. Například díky schopnosti vázat těžké kovy na buněčnou stěnu může snížit jejich aktuální biodostupnost.

## Synonyma
- Congracilaria Yamamoto, 1986 [3]